# National Center for Atmospheric Research
El National Center for Atmospheric Research (NCAR, Centre Nacional per a la Investigació Atmosfèrica) és un institut no governamental dels EUA la missió del qual és explorar i entendre l'atmosfera i les seves interaccions amb el Sol, els oceans, la biosfera i la societat humana. Està situat a la ciutat de Boulder a l'estat de Colorado, Estats Units.
L'NCAR és administrat per la Corporació Universitària per a la Investigació Atmosfèrica (UCAR), la qual és una organització sense ànim de lucre, i patrocinat per la National Science Foundation (NSF) dels EUA. Els seus estudis se centren en els camps de la meteorologia, climatologia, química atmosfèrica, les interaccions Terra-Sol, el medi ambient i els impactes socials.